# 聖心女子学院初等科・中等科・高等科
聖心女子学院初等科・中等科・高等科（せいしんじょしがくいんしょとうか・ちゅうとうか・こうとうか）とは、東京都港区白金四丁目に所在するカトリック系の私立女子小学校（初等科）・中学校（中等科）・高等学校（高等科）。

## 概要

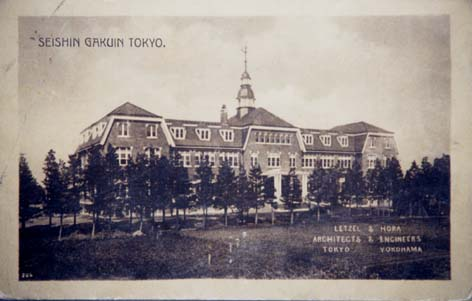
1909年（明治42年）竣工のヤン・レッツェル設計の校舎、1923年（大正12年）の関東大震災で倒壊。正門のみ現存。

カトリック女子修道会である「聖心会」を母体として設立。世界約40ヶ国、200校の姉妹校がある。
一学年3クラス、収容定員1344人（初等科第1学年から第4学年までは1クラス32人、初等科第5学年から高等科第3学年までは1クラス42人）の小規模な学級編成。

## 沿革
- 1910年（明治43年） - 高等女学校・小学校・幼稚園設置認可
- 1947年（昭和22年） - 中等科設置認可
- 1948年（昭和23年） - 高等科設置認可
- 1966年（昭和41年） - 高等科定時制課程開設
- 1971年（昭和46年） - 幼稚園を閉園
- 1972年（昭和47年） - 二学期制実施
- 1974年（昭和49年） - 週5日制実施
- 1976年（昭和51年） - 高等科定時制課程廃止
- 2008年（平成20年） - この年の初等部入学者より4-4-4制を導入
- 2012年（平成24年） - 初等科第5学年転入編入試験を開始
- 2014年（平成26年） - 中等科募集を停止（小中高一貫教育制に移行）

## 聖心の4-4-4制

### 概要
聖心女子学院初等科・中等科・高等科では、「4-4-4制」に基づく小中高一貫教育を、2008年度に初等科から入学した児童生徒に対して提供している。聖心女子学院初等科・中等科・高等科では、以下のような小中高一貫教育区分を設定している。このような教育区分を設定した理由は、初等科の第4学年から第5学年にかけて思春期に入り、体格・知的発達・意識の面で成長の段階が異なるためである。これを受けて、初等科第5学年および第6学年の児童は中等科の生徒と同じ校舎で学習している。その一方、従来の6-6制の枠組みを併用する関係上、施設一体型の公立小中一貫校とは異なり、小学校第6学年修了時には小学校卒業式を行う。
- ファーストステージ（初等科第1学年から初等科第4学年までの初等教育）-「基礎・基本の習得を大切に」[3]
- セカンドステージ（初等科第5学年から中等科第2学年までの前期中等教育）-「定着・習熟で伸張させる」、教科担任制の導入・拡大[4]
- サードステージ（中等科第3学年から高等科第3学年までの後期中等教育）-「応用・発展で深化させる」[5]

### 初等科第5年生転入・編入
聖心女子学院初等科では、第4学年で初等教育が修了し、第5学年から中等教育が開始されるので、2012年度以降、第5学年から児童約24名を募集している。
- 転入・編入試験受験資格者は、原則として国立または公立の小学校の第4学年の全課程を修了している者。
- 私立小学校に在籍中の第4学年の課程を修了している者は、第5学年の転入・編入試験を受験できない。ただし、親権者の転勤などで通学時間1時間30分以内に転居することが確定し、児童の転校を余儀なくされている場合は私立の小学校の第4学年の全課程を修了している者も受験できる。
- 聖心女子学院中等科入学試験は2013年度をもって終了し、聖心女子学院中等科においては2014年度以降は、帰国生対象生徒入学試験を除いて、生徒の募集は行わない。私立中学校で生徒募集を行わないのは、田園調布雙葉中学校に続いて2校目になる（休校を前提にした生徒募集を停止する事例を除く）。
- 聖心女子学院高等科においては、生徒の募集は行わない。
- 聖心女子学院初等科に入学し、または第5学年に転入もしくは編入しなければ、聖心女子学院中等科・高等科に進学することはできない。
- 第5学年から編入した生徒には、入学後1年から在学しているクラスメートが1人に1人ずつ付きサポートするシステムがある。

## 宗教行事
- 4月 始業ミサ
- 5月 聖マグダレナソフィアの祝日、聖母戴冠式
- 6月 みこころのミサ
- 7月 高等科3年黙想会 - グループに分かれて黙想の家に宿泊し、黙想を行う
- 10月 感ずべき御母の祝日、みこころ祭
- 11月 練成会、聖フィリピン・デュ・シェーンの祝日
- 12月 ゆりの行列、クリスマス・ウィッシング
- 2月 高等科3年卒業のミサ
- 3月 感謝のミサ

## クラブ活動
中高等科には、文化部、運動部、公演系合わせて18の部活動がある。活動は週2回までと決められている。部活動の他にも、サークルと呼ばれるお昼休みなどに主な活動を行う有志の団体もある。

### 文化部
- 美術部
- 理化学部
- 生物部
- 地学部
- 家庭部（高等科生のみ）

### 運動部
- テニス部
- バスケットボール部
- バレーボール部
- 卓球部
- バドミントン部
- 剣道部
- 水泳部

### 公演系
- オーケストラ部
- 日本語演劇部
- 英語演劇部
- ダンス部
- 軽音楽部

### サークル
- 茶道サークル
- 華道サークル
- 合唱サークル
- E.S.S.
- サッカーサークル
- 模擬国連サークル
- 社会科サークル
- 映画研究サークル
- 競技かるたサークル
- 手話サークル
- 写真サークル
- カリグラフィーサークル
- 文芸サークル
- クイズ研究会
- アニメーションサークル

一方、初等科は月曜の6限にクラブ活動をする。初等科では、〜部という言い方はあまりせず、〜クラブという。

### 運動系
- バドミントンクラブ
- バスケットボールクラブ
- ダンスクラブ
- サッカークラブ
- ソフトボールクラブ
- 卓球クラブ

### 文化系
- 手話クラブ
- 演劇クラブ
- 読書創作クラブ
- コンピュータークラブ
- 手作りクラブ
- 昔遊びクラブ
- 化学クラブ
- 美術クラブ

## 校外施設
丹沢学舎（神奈川県足柄上郡松田町寄）がある。
初等科4年生は校外学習で丹沢を訪れる。また、中等科1年生の4月末に行われるオリエンテーションの際も使われる。
夏休みには各部活動の合宿に使われ、合宿には中3以上が参加できる。
姉妹校を含め、「疲れた者重荷を負う者は、だれでもわたしのもとに来なさい」というイエスの聖心を表した御像である「イエスの聖心像」が置かれている。
しかし、建物自体が断層の上に建設されており、地震などの災害にあった時に生徒に危険があるため、2021年に閉舎された。

## 交通
出典 : 

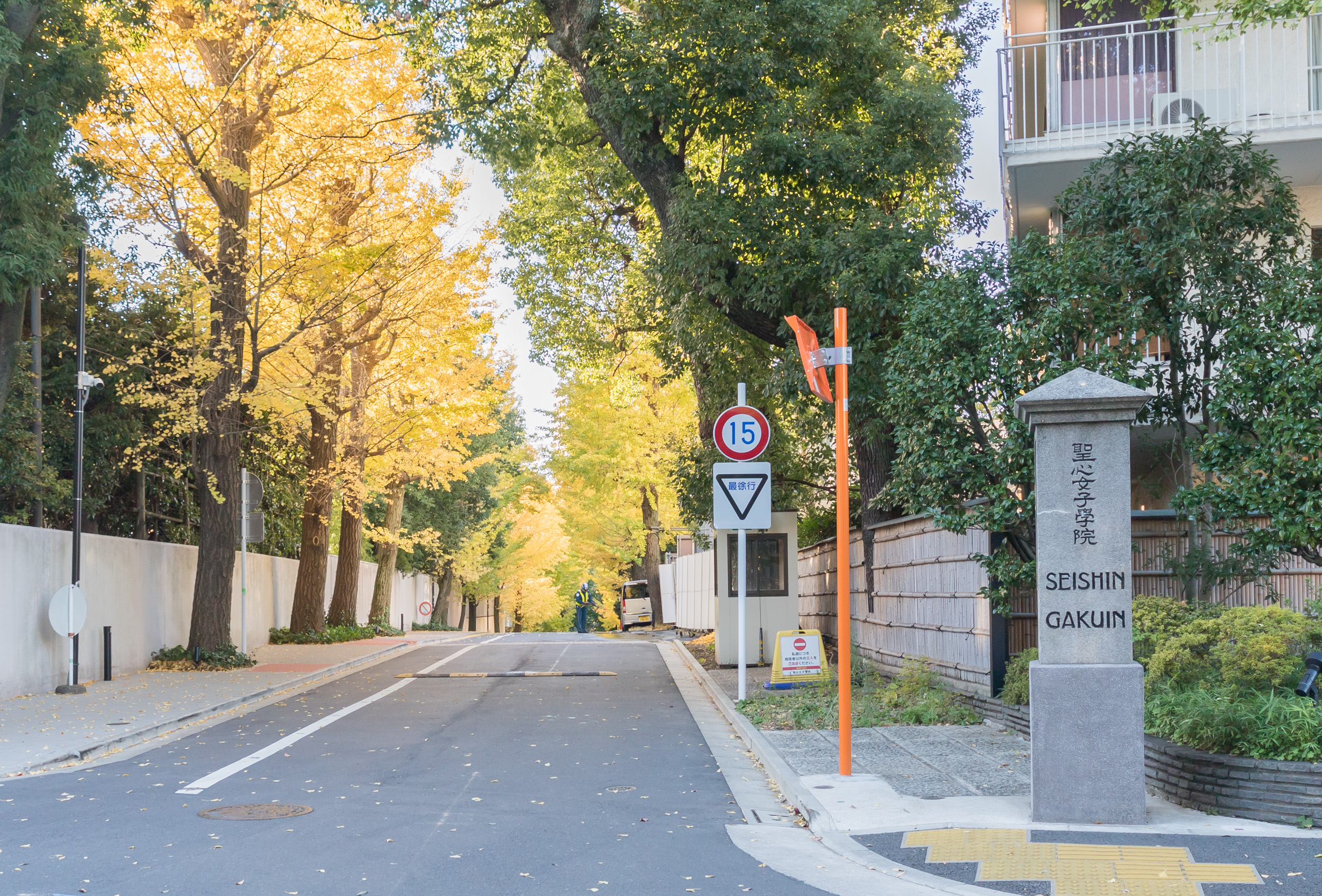
正門への道の入口

- 東京メトロ南北線・都営地下鉄三田線白金台駅 下車、2番出口より徒歩10分
- 都営バス田87 「北里研究所前」 下車、徒歩3分

## 制服
概要
- 冬服　緑の千鳥格子のジャケットを着用する。初等科1〜3年生はボレロ、4年生〜高等科3年生まではベストを着用し、吊りスカートである。ブラウスは、初等科は丸襟、中高等科は角襟である。靴下は緑色。左胸に校章を付ける。特に中高等科では、各委員会のバッジを付けているものもいる。初等科では、学級委員、各もゆるの長にバッジが与えられ、クラブの部長にはメダイが与えられる。
- 夏服　聖心では夏服は、上記の冬服の際半袖ブラウスを着用する時を指す。水色のワンピースがあるが、“盛夏服”と呼ばれる。

制服ルール
初中高等科全て共通のルールに、セーターの着用に関するものがある。セーターを着ての通学は禁止で、校内でのみ着ることが許されている。
中高等科には真夏服着用の際に合わせて着るカーディガンがある。これを着ての登校は許可されている。但しカーディガンを冬服の上に着ることは、基本禁止されているが、カーディガン2色（白・紺）のうち、紺のものは、校内に限り冬服と共に着用することが認められている。
初等科では冬場にグレーのタイツを担任の許可なく着用できる。中高等科生は着用の際担任に異装届けを提出する必要がある。中高等科生は 2021年（令和3年）よりスラックスの着用も可能。
また、中高等科生は指定かばんの代わりに指定リュックを使用できる。

## 著名な出身者
- 上皇后美智子（上皇后、皇族）※中等科・高等科卒業
- 寬仁親王（皇族）※旧幼稚園卒
- 寬仁親王妃信子（皇族）※初等科・中等科卒業
- 憲仁親王妃久子（皇族）※初等科・中等科卒業
- 近衛甯子（旧皇族）※旧幼稚園卒
- 岡村ふく（カトリック教会修道女、福音史家聖ヨハネ布教修道会創立者）
- 神谷美恵子（精神科医）※ジャン＝ジャック・ルソー教育研究所付属小学校へ転入
- 井上喜久子（元馬場馬術選手）
- 辰巳芳子（随筆家・料理研究家）※初等科・中等科・高等科卒業
- 石黒ひで（哲学者）
- 緒方貞子（国際政治学者、元国連難民高等弁務官、国際協力機構理事長）※初等科・中等科・高等科卒業
- 曽野綾子（作家、日本郵政社外取締役）※初等科・中等科・高等科卒業
- 廣部千恵子（薬学者）
- 島多代（絵本・児童書研究家）
- 橋本久美子（内閣総理大臣夫人、橋本龍太郎の妻）※初等科・中等科・高等科卒業
- 上村香子（女優）※初等科・中等科・高等科卒業
- 川口晶（元女優）※初等科・中等科卒業、高等科中退
- 石原真理子（女優）※初等科・中等科卒業、高等科中退後に堀越高校へ転入
- 森マリア（元女優）
- 岡庭加奈（西洋占星術研究家）※初等科・中等科・高等科卒業
- エリス俊子（比較文学者、東京大学名誉教授）
- 佐伯康子（国際政治学者、清和大学法学部教授）※初等科・中等科・高等科卒業
- 安岡治子（ロシア文学者、東京大学名誉教授）※初等科・中等科・高等科卒業
- 黒川由紀子（臨床心理学者、上智大学名誉教授、黒川由紀子老年学研究所所長）
- 日比谷潤子（言語学者、学校法人聖心女子学院常務理事、学校法人トヨタ学園評議員、国際基督教大学元学長、日本学術会議副会長）
- 澁谷智子（社会学者、成蹊大学文学部教授）
- 安達まみ（イギリス文学者、聖心女子大学教授）
- 井上絵美（料理研究家）※初等科・中等科・高等科卒業
- 澤光代（政治家、元神奈川県逗子市長）
- 安倍昭恵（安倍晋三の妻）※初等科・中等科・高等科卒業
- 中川郁子（衆議院議員、NPO法人ラ・テール代表、中川昭一の妻）※初等科・中等科・高等科卒業
- 渡嘉敷奈緒美（政治家、元衆議院議員）※初等科・中等科・高等科卒業
- 石川香織（政治家、衆議院議員）※中等科・高等科卒業
- 小笠原敬承斎（小笠原流礼法宗家）※初等科・中等科・高等科卒業
- 田中ウルヴェ京（元アーティスティックスイミング選手）※初等科・中等科・高等科卒業
- 細川珠生（政治評論家）※初等科・中等科・高等科卒業
- 長尾香里（NHK国際部記者・NHK海外ネットワークキャスター）※初等科・中等科・高等科卒業
- 塩谷さやか（経営学者、元客室乗務員）※初等科・中等科・高等科卒業
- 木村優子（元日本テレビアナウンサー）※初等科・中等科・高等科卒業
- 天明麻衣子（フリーアナウンサー）※初等科・中等科卒業
- 本間絹子（コピーライター）※初等科・中等科・高等科卒業
- 星田良子（テレビドラマプロデューサー、演出家）
- 枝見洋子（映画プロデューサー、テレビプロデューサー）
- 鵜飼久美子（フリーアナウンサー）※初等科・中等科・高等科卒業
- 波多野里奈（フリーアナウンサー、元青森朝日放送アナウンサー）
- 小川絵梨子（演出家、翻訳家）※初等科・中等科・高等科卒業
- 福田美蘭（現代美術家）※初等科・中等科・高等科卒業
- 金子仁美（現代音楽作曲家）
- 長谷川智恵子（画商、株式会社日動画廊代表取締役副社長）
- 三辺律子（翻訳家）
- 齋藤恵美子（詩人）
- 大井真理子（ジャーナリスト）※中等科・高等科卒業
- 門寛子（元経済産業官僚）※初等科・中等科・高等科卒業
- 山田早輝子（株式会社FOOD LOSS BANK代表取締役社長）※初等科・中等科・高等科卒業
- 齋藤由佳子（実業家、社会起業家）
- 小林啓子（フォーク歌手）※初等科・中等科・高等科卒業
- 田中理佐（元女優・タレント）※初等科中退（イギリスに転居のため）
- 伊原凛（元タレント、松本人志の妻）※初等科・中等科・高等科卒業
- 緒川凛（グラビアモデル・舞台女優・女優・脚本家・AV女優・ストリッパー）※中等科・高等科卒業
- 伊東愛（歌手）※初等科・中等科卒業
- 阿部桃子（ファッションモデル、タレント）※中等科・高等科卒業
- 小林千花（エッセイスト、モデル）※初等科・中等科卒業
- 北川里奈（声優）※初等科・中等科・高等科卒業
- 郡司恭子（日本テレビアナウンサー）※初等科・中等科・高等科卒業
- 忽滑谷こころ（日本テレビアナウンサー）※初等科・中等科・高等科卒業